# Río Seco (departement)
Río Seco is een departement in de Argentijnse provincie Córdoba. Het departement (Spaans: departamento) heeft een oppervlakte van 6.754 km² en telt 12.635 inwoners.

## Plaatsen in departement Río Seco
- Cerro Colorado
- Chañar Viejo
- Eufrasio Loza
- Gutemberg
- La Rinconada
- Los Hoyos
- Puesto de Castro
- Rayo Cortado
- Santa Elena
- Sebastián Elcano
- Villa Candelaria Norte
- Villa de María